# Roman Vodeb
Roman Vodeb, slovenski publicist, nekdanji športnik, trener, * 13. avgust 1963, Trbovlje, SFRJ. 
Bil je zaposlen v Športni zvezi Trbovlje in je deloval kot član odbora za šport na lokalni ravni Olimpijskega komiteja Slovenije. Nekaj časa je kot psiholog sodeloval z alpsko smučarko Ilko Štuhec. V javnosti je znan po svojih odklonilnih stališčih do feminizma in odraščanja otrok pri samskih ali istospolno usmerjenih starših.

## Življenje in delo

### Mladost
Roman Vodeb je odraščal v štiričlanski delavski družini v Trbovljah. Tam je končal tudi osnovno šolo. Zaključil je Srednjo Pedagoško gimnazijo (Ledina) v Ljubljani. V mladosti je bil aktiven športnik. Leta 1983 se je vpisal na Fakulteto za telesno kulturo (šport). V mladinskih kategorijah je na jugoslovanskih prvenstvih osvojil 15 medalj (od tega 3 zlate na parterju). Zaradi poškodbe je končal tekmovalno kariero v športni gimnastiki in se predal trenerskemu delu. Vzgojil je nekaj odličnih tekmovalk v športni gimnastiki, ki so osvajale naslove državnih prvakinj v Jugoslaviji. Zaradi teh uspehov je bil še kot absolvent profesionalno angažiran v trboveljskem Gimnastičnem klubu oz. društvu Partizan Trbovlje, kjer je v dopoldanskem času vodil ure »gibalnih dejavnosti« (telovadbo, športno vzgojo), za vse trboveljske malo-šolarje, popoldan pa treniral vrhunske športnike in športnice. Obe društvi je skupaj z ženo (izvenzakonsko partnerico) Tino Trugar tudi organizacijsko uspešno prilagodil novim družbenim tokovom. Po skoraj desetih letih trenerstva v vrhunski gimnastiki in sočasnega pedagoškega dela v vrtcu se je posvetil raziskovanju, znanosti in teoriji, s čimer je »koketiral« že vsa trenerska leta. Dodiplomski študij je končal leta 1989 z diplomo na temo osnovne in specialne motorike v športni gimnastiki. Magisterij na Fakulteti za šport je končal leta 1996 z magistrsko nalogo o motivaciji: Manifestna in latentna struktura športno-motivacijskega prostora pri 14-letnikih. Še pred dokončanjem tega študija na FŠ se je vpisal tudi na podiplomski študij na Filozofski fakulteti (smer Sociologija kulture), leta 1998 pa tudi doktorski študij na Institutum Studiorum Humanitatis (smer Antropologija vsakdanjega življenja). Druga dva podiplomska študija (drugi magisterij in doktorat) ni zaključil, ker mu doktorske naloge Šport skozi psihoanalizo na ISH niso pustili zagovarjati.

### Publikacije
Ob angažirani publicistični dejavnosti (v zadnjih dvajsetih letih je objavil okrog tisoč strokovnih prispevkov v različne časopise in revije ter tri bloge) je napisal tudi pet odmevnih knjig: Ideološke paradigme v športu (… ko poseže vmes država) (1999), ki je imela in ima še vedno močne učinke v državni športni politiki, že omenjeni nesprejeti Šport skozi psihoanalizo (2001), magisterij na Filozofski fakulteti (smer Sociologija kulture) Subjekt v ideologiji (športa) (2003). II. del športa skozi psihoanalizo se imenuje Interpretacija športa (2005). Družbeno najodmevnejša knjiga je O spolu (in z njim povezanih rečeh – tudi o feminizmu in »moškinjah«) (2011). Prvi spol (2019) najbolj poseže po razumevanju spolov. 28. novembra 2019 jo je predstavil na Slovenskem knjižnem sejmu in privabil protestnike.

### Sedanje delo
Od leta 1987 do maja 1996 je bil profesionalni trener in pedagoški delavec v vrtcu, od takrat naprej do maja 2001 pa je bil zaposlen kot sekretar Zveze športnih društev Trbovlje, od maja 2001 naprej pa kot samostojni občinski strokovni sodelavec za šport. V letu 2002 je za eno leto opravljal funkcijo vršilca dolžnosti direktorja Zavoda za šport Trbovlje. V letu 2003 je bil potrjen za direktorja za polni mandat (do leta 2007) – od 2007 pa osebni svetovalec (samooklicani psihoterapevt - študija psihoterapije ni dokončal), publicist, blogar, kritično-(psiho)analitični mislec. Odmevne so (bile) tudi njegove oddaje na TV3 (Faktor) in njegove kolumne za Fokuspokus. Zaradi medijske blokade se pojavlja tudi na gledališkem odru kot »Sigman Frojdeb« kontroverznimi satiričnimi mono/duo tragikomičnimi, vselej satiričnimi, predstavami (»Seks, Freud in jaz« oz. »Ajde miška, to mi deli!«, »Lepotica in psihoanalitična zver«, »Najstnica pri seksologu«, »Razočarana gospodinja pri seksologu« …), iz katerih je razbrati, da Roman Vodeb na izrecno željo tudi (psiho)terapira (kljub temu, da nima uradne licence za izvajanje psihoterapije).
Vodeb je slovenski javnosti poznan tudi po številnih kontroverznih in šokantnih intervjujih in izjavah po številnih televizijah in radijskih postajah in medmrežnih portalih. Na lokalni TV Trbovlje je imel tudi svoje oddaje (Modrovanja in Razbito). Na radiu »Europa 05« pa je imel v letu 2015 tudi redne tedenske od septembra 2018 deluje kot stalni komentator na TV3 v oddaji Faktor, od julija 2019 naprej pa tudi kot tedenski kolumnist portala Fokuspokus. Še vedno objavlja zapise na platformi PublishWall.

### Zasebno življenje
Roman Vodeb živi v izvenzakonski skupnosti s Tino Trugar, s katero je delal skupaj v Gimnastičnem klubu Trbovlje, in je oče dveh sinov. Vodeb ljubiteljsko ustvarja tudi kot risar, predvsem portretni.

### Odnos do žensk
Roman Vodeb tudi avtor nekaj zapisov na družbenih omrežjih o ženskah, ki so v javnosti vzbudili precej odmevov. Najbolj znana zadnja primera sta zapis o novo izvoljeni Predsednici slovenskega parlamenta Urški Klakočar Zupančič, ki ga je objavil na omrežju Twitter; zapisal je: "Rdeči štikli so simbol (in znanilec) ženske želje po "organu", ki ženski manjka na telesu", in zapis o tedanji ministrici za notranje zadeve Tatjani Bobnar in sicer: "Blondinka na čelu policistov ... To pa je presežek!"

## Športni dosežki
Sodeloval je na 35. državnem prvenstvu v športni gimnastiki v Prilepu, 19.–21. junija 1981. Dosegel je 3. mesto. Poleg tega je sodeloval na še več tekmovanjih, kjer je tudi osvajal visoka mesta.

## Gledališče
Nastopil je kot Sigman Frojdeb v predstavah:
- Razočarana gospodinja pri seksologu (2016)[14]
- Najstnica pri seksologu (2016)[15]
- Ajde miška, to mi deli! (2015)[16]
- Lepotica in psihoanalitična zver (2014)[17]
- Seks, Freud in jaz (2012)[18]

### Strokovni članki
- "Preskakovanje ovire v 20 sekundah kot test eksplozivne, elastične, vzdržljivostne odrivne moči". Trener, učitelj, vaditelj: strokovni športni bilten, št. 2 (1989), str. 46-50
- "Ugotavljanje relativne eksplozivne odrivne moči in hitrosti s tekaškimi testi za deklice". Trener, učitelj, vaditelj: strokovni športni bilten, št. 2 (1989), str. 41-45
- "Vrednotenje testa skok v daljino z mesta z vidika relativne eksplozivne moči za deklice". Trener, učitelj, vaditelj: strokovni športni bilten, št. 2 (1989), str. 35-40

### Knjige
- Prvi spol - ali: penis in ženska želja. Ljubljana : Zimske urice, 2019
- Psihologija dela : mobbing, agresivnost, nezavedno čustvovanje. Ljubljana : Zavod za spodbujanje komunikacije "Zimske urice", 2011
- O spolu in nekaterih, z njim povezanih rečeh (tudi o feminizmu in o moškinjah). Trbovlje : ROVOSS, 2011
- Interpretacija športa. Trbovlje : Fit, 2005
- Subjekt v ideologiji (športa). Trbovlje : Fit, 2002
- Šport skozi psihoanalizo. Trbovlje : Fit, 2001
- Ideološke paradigme v športu : (--- ko poseže vmes država). Trbovlje : Fit, 2000 [i. e.] 1999